# Okręg wyborczy nr 13 do Sejmu Rzeczypospolitej Polskiej (1993–2001)
Okręg wyborczy nr 13 do Sejmu Rzeczypospolitej Polskiej (1993–2001) obejmował województwo jeleniogórskie. W ówczesnym kształcie został utworzony w 1993. Wybieranych było w nim 5 posłów w systemie proporcjonalnym.
Siedzibą okręgowej komisji wyborczej była Jelenia Góra.

## Wyniki wyborów
| Podział 5 mandatów: SLD: 2 UP: 1 PSL: 1 UD: 1 |

| Podział 5 mandatów: SLD: 2 UW: 1 AWS: 2 |

## Reprezentanci okręgu
| Sejm | Rok  | Poseł KW                           | Poseł KW                           | Poseł KW                           | Poseł KW                           | Poseł KW                           | Poseł KW                           | Poseł KW                           | Poseł KW                           | Poseł KW                           | Poseł KW                           |
| ---- | ---- | ---------------------------------- | ---------------------------------- | ---------------------------------- | ---------------------------------- | ---------------------------------- | ---------------------------------- | ---------------------------------- | ---------------------------------- | ---------------------------------- | ---------------------------------- |
| II   | 1993 |                                    | J. Szmajdziński SLD                |                                    | M. Zawiła UD (1993) UW (1997)      |                                    | R. Nowak UP                        |                                    | J. Jankowski SLD                   |                                    | M. Michalski PSL                   |
| III  | 1997 |                                    | J. Szmajdziński SLD                |                                    | M. Zawiła UD (1993) UW (1997)      | W. Kiełbowicz AWS                  |                                    | R. Matusiak AWS                    | J. Jankowski SLD                   |                                    |                                    |
| IV   | 2001 | okręg zniesiony – patrz okręg nr 1 | okręg zniesiony – patrz okręg nr 1 | okręg zniesiony – patrz okręg nr 1 | okręg zniesiony – patrz okręg nr 1 | okręg zniesiony – patrz okręg nr 1 | okręg zniesiony – patrz okręg nr 1 | okręg zniesiony – patrz okręg nr 1 | okręg zniesiony – patrz okręg nr 1 | okręg zniesiony – patrz okręg nr 1 | okręg zniesiony – patrz okręg nr 1 |

### Wybory parlamentarne 1993
| Komitet wyborczy                                      | Komitet wyborczy                                     | Głosów | %     | Mandaty | Wybrani posłowie                    |
| ----------------------------------------------------- | ---------------------------------------------------- | ------ | ----- | ------- | ----------------------------------- |
|                                                       | Sojusz Lewicy Demokratycznej                         | 42 993 | 24,43 | 2       | Jerzy Szmajdziński, Jerzy Jankowski |
|                                                       | Polskie Stronnictwo Ludowe                           | 21 798 | 12,39 | 1       | Marian Michalski                    |
|                                                       | Unia Demokratyczna                                   | 18 717 | 10,64 | 1       | Marcin Zawiła                       |
|                                                       | Unia Pracy                                           | 17 380 | 9,88  | 1       | Ryszard Nowak                       |
|                                                       | Niezależny Samorządny Związek Zawodowy „Solidarność” | 11 144 | 6,33  | –       |                                     |
|                                                       | Konfederacja Polski Niepodległej                     | 9605   | 5,46  | –       |                                     |
|                                                       | Bezpartyjny Blok Wspierania Reform                   | 8902   | 5,06  | –       |                                     |
|                                                       | Samoobrona – Leppera                                 | 8137   | 4,62  | –       |                                     |
|                                                       | Katolicki Komitet Wyborczy „Ojczyzna”                | 7584   | 4,31  | –       |                                     |
|                                                       | Kongres Liberalno-Demokratyczny                      | 6494   | 3,69  | –       |                                     |
|                                                       | Unia Polityki Realnej                                | 5987   | 3,40  | –       |                                     |
|                                                       | Porozumienie Centrum                                 | 5947   | 3,38  | –       |                                     |
|                                                       | Partia X                                             | 5399   | 3,07  | –       |                                     |
|                                                       | Koalicja dla Rzeczypospolitej                        | 3533   | 2,01  | –       |                                     |
|                                                       | Polskie Stronnictwo Ludowe – Porozumienie Ludowe     | 2335   | 1,33  | –       |                                     |
| Frekwencja: 49,19% Źródło: Państwowa Komisja Wyborcza |                                                      |        |       |         |                                     |

Poniższa tabela przedstawia podział mandatów dla komitetów wyborczych na podstawie uzyskanych głosów, a następnie obliczonych ilorazów wyborczych na podstawie metody D’Hondta.
| Podział mandatów dla komitetów wyborczych na podstawie metody D’Hondta | Podział mandatów dla komitetów wyborczych na podstawie metody D’Hondta | Podział mandatów dla komitetów wyborczych na podstawie metody D’Hondta | Podział mandatów dla komitetów wyborczych na podstawie metody D’Hondta | Podział mandatów dla komitetów wyborczych na podstawie metody D’Hondta | Podział mandatów dla komitetów wyborczych na podstawie metody D’Hondta | Podział mandatów dla komitetów wyborczych na podstawie metody D’Hondta | Podział mandatów dla komitetów wyborczych na podstawie metody D’Hondta | Podział mandatów dla komitetów wyborczych na podstawie metody D’Hondta | Podział mandatów dla komitetów wyborczych na podstawie metody D’Hondta |
| Komitet wyborczy                                                       | Komitet wyborczy                                                       | Liczba głosów                                                          | Iloraz wyborczy                                                        | Iloraz wyborczy                                                        | Iloraz wyborczy                                                        | Iloraz wyborczy                                                        | Iloraz wyborczy                                                        | Mandaty                                                                | TP                                                                     |
| Komitet wyborczy                                                       | Komitet wyborczy                                                       | Liczba głosów                                                          | /1                                                                     | /2                                                                     | /3                                                                     | /4                                                                     | /5                                                                     | Mandaty                                                                | TP                                                                     |
| ---------------------------------------------------------------------- | ---------------------------------------------------------------------- | ---------------------------------------------------------------------- | ---------------------------------------------------------------------- | ---------------------------------------------------------------------- | ---------------------------------------------------------------------- | ---------------------------------------------------------------------- | ---------------------------------------------------------------------- | ---------------------------------------------------------------------- | ---------------------------------------------------------------------- |
|                                                                        | Sojusz Lewicy Demokratycznej                                           | 42 993                                                                 | 42 993                                                                 | 21 497                                                                 | 14 331                                                                 | 10 748                                                                 | 8599                                                                   | 2                                                                      | 1,80                                                                   |
|                                                                        | Polskie Stronnictwo Ludowe                                             | 21 798                                                                 | 21 798                                                                 | 10 899                                                                 | 7266                                                                   | 5450                                                                   | 4360                                                                   | 1                                                                      | 0,91                                                                   |
|                                                                        | Unia Demokratyczna                                                     | 18 717                                                                 | 18 717                                                                 | 9359                                                                   | 6239                                                                   | 4679                                                                   | 3743                                                                   | 1                                                                      | 0,78                                                                   |
|                                                                        | Unia Pracy                                                             | 17 380                                                                 | 17 380                                                                 | 8690                                                                   | 5793                                                                   | 4345                                                                   | 3476                                                                   | 1                                                                      | 0,73                                                                   |
|                                                                        | Konfederacja Polski Niepodległej                                       | 9605                                                                   | 9605                                                                   | 4803                                                                   | 3202                                                                   | 2401                                                                   | 1921                                                                   | 0                                                                      | 0,40                                                                   |
|                                                                        | Bezpartyjny Blok Wspierania Reform                                     | 8902                                                                   | 8902                                                                   | 4451                                                                   | 2967                                                                   | 2226                                                                   | 1780                                                                   | 0                                                                      | 0,37                                                                   |
| Ogółem                                                                 | Ogółem                                                                 | 119 395                                                                | —                                                                      | —                                                                      | —                                                                      | —                                                                      | —                                                                      | 5                                                                      | 5                                                                      |

### Wybory parlamentarne 1997
| Komitet wyborczy                                      | Komitet wyborczy                          | Głosów | %     | Mandaty | Wybrani posłowie                     |
| ----------------------------------------------------- | ----------------------------------------- | ------ | ----- | ------- | ------------------------------------ |
|                                                       | Sojusz Lewicy Demokratycznej              | 58 924 | 35,70 | 2       | Jerzy Szmajdziński, Jerzy Jankowski  |
|                                                       | Akcja Wyborcza Solidarność                | 45 515 | 27,58 | 2       | Wiesław Kiełbowicz, Ryszard Matusiak |
|                                                       | Unia Wolności                             | 20 454 | 12,39 | 1       | Marcin Zawiła                        |
|                                                       | Unia Pracy                                | 15 361 | 9,31  | –       |                                      |
|                                                       | Ruch Odbudowy Polski                      | 6388   | 3,87  | –       |                                      |
|                                                       | Polskie Stronnictwo Ludowe                | 5730   | 3,47  | –       |                                      |
|                                                       | Krajowa Partia Emerytów i Rencistów       | 4329   | 2,62  | –       |                                      |
|                                                       | Krajowe Porozumienie Emerytów i Rencistów | 3492   | 2,12  | –       |                                      |
|                                                       | Unia Prawicy Rzeczypospolitej             | 3031   | 1,84  | –       |                                      |
|                                                       | Blok dla Polski                           | 1831   | 1,11  | –       |                                      |
| Frekwencja: 44,86% Źródło: Państwowa Komisja Wyborcza |                                           |        |       |         |                                      |

Poniższa tabela przedstawia podział mandatów dla komitetów wyborczych na podstawie uzyskanych głosów, a następnie obliczonych ilorazów wyborczych na podstawie metody D’Hondta.
| Podział mandatów dla komitetów wyborczych na podstawie metody D’Hondta | Podział mandatów dla komitetów wyborczych na podstawie metody D’Hondta | Podział mandatów dla komitetów wyborczych na podstawie metody D’Hondta | Podział mandatów dla komitetów wyborczych na podstawie metody D’Hondta | Podział mandatów dla komitetów wyborczych na podstawie metody D’Hondta | Podział mandatów dla komitetów wyborczych na podstawie metody D’Hondta | Podział mandatów dla komitetów wyborczych na podstawie metody D’Hondta | Podział mandatów dla komitetów wyborczych na podstawie metody D’Hondta | Podział mandatów dla komitetów wyborczych na podstawie metody D’Hondta | Podział mandatów dla komitetów wyborczych na podstawie metody D’Hondta |
| Komitet wyborczy                                                       | Komitet wyborczy                                                       | Liczba głosów                                                          | Iloraz wyborczy                                                        | Iloraz wyborczy                                                        | Iloraz wyborczy                                                        | Iloraz wyborczy                                                        | Iloraz wyborczy                                                        | Mandaty                                                                | TP                                                                     |
| Komitet wyborczy                                                       | Komitet wyborczy                                                       | Liczba głosów                                                          | /1                                                                     | /2                                                                     | /3                                                                     | /4                                                                     | /5                                                                     | Mandaty                                                                | TP                                                                     |
| ---------------------------------------------------------------------- | ---------------------------------------------------------------------- | ---------------------------------------------------------------------- | ---------------------------------------------------------------------- | ---------------------------------------------------------------------- | ---------------------------------------------------------------------- | ---------------------------------------------------------------------- | ---------------------------------------------------------------------- | ---------------------------------------------------------------------- | ---------------------------------------------------------------------- |
|                                                                        | Sojusz Lewicy Demokratycznej                                           | 58 924                                                                 | 58 924                                                                 | 29 462                                                                 | 19 641                                                                 | 14 731                                                                 | 11 785                                                                 | 2                                                                      | 2,15                                                                   |
|                                                                        | Akcja Wyborcza Solidarność                                             | 45 515                                                                 | 45 515                                                                 | 22 758                                                                 | 15 172                                                                 | 11 379                                                                 | 9103                                                                   | 2                                                                      | 1,66                                                                   |
|                                                                        | Unia Wolności                                                          | 20 454                                                                 | 20 454                                                                 | 10 227                                                                 | 6818                                                                   | 5114                                                                   | 4091                                                                   | 1                                                                      | 0,75                                                                   |
|                                                                        | Ruch Odbudowy Polski                                                   | 6388                                                                   | 6388                                                                   | 3194                                                                   | 2129                                                                   | 1597                                                                   | 1278                                                                   | 0                                                                      | 0,23                                                                   |
|                                                                        | Polskie Stronnictwo Ludowe                                             | 5730                                                                   | 5730                                                                   | 2865                                                                   | 1910                                                                   | 1433                                                                   | 1146                                                                   | 0                                                                      | 0,21                                                                   |
| Ogółem                                                                 | Ogółem                                                                 | 137 011                                                                | —                                                                      | —                                                                      | —                                                                      | —                                                                      | —                                                                      | 5                                                                      | 5                                                                      |